# Kastell Bumbești-Jiu
Das Kastell Bumbești-Jiu, auch Bumbești-Jiu – Gară, ist ein römisches Auxiliarlager auf dem Gebiet von Bumbești-Jiu, einer Kleinstadt im Kreis Gorj in Rumänien. Es liegt im Vorland der Südkarpaten, zwischen den Ausläufern der Gebirge Vâlcan im Westen und Parâng im Osten. In antiker Zeit war es Bestandteil des Dakischen Limes und gehörte administrativ zur Provinz Dacia inferior und später zur Dacia Malvensis.

## Lage
Das einstige Auxiliarkastell und heutige Bodendenkmal liegt südlich des Städtchens Bumbești-Jiu, in der Nähe des Bahnhofs (rumänisch Gară), etwa 250 m Luftlinie westsüdwestlich von diesem entfernt. In einer Entfernung von nur knapp 100 m östlich wird es von der Europastraße 79 passiert. Das Kastell befindet sich auf einer Hochterrasse unmittelbar am Ufer des Flusses Jiu und diente in antiker Zeit der Überwachung sowohl des Flusslaufes, der in diesem Bereich von Norden her kommend aus seinem engen Gebirgstal austritt, als auch der parallel zu diesem Fluss verlaufenden Römerstraße. Ein großer Teil des Lagers wurde durch die Hochwasser des Flusses und sein Mäandern im Laufe der Zeit weggeschwemmt, nur die südliche Ecke, die vollständige östliche Längsseite und ein großer Teil der südlichen Schmalseite blieben erhalten.

## Forschungsgeschichte
Das römische Siedlungsareal wurde 1897 entdeckt. Im 20. Jahrhundert erfolgten zahlreiche archäologische Ausgrabungen durch Vasile Christescu, Grigore Florescu, Vasile Marinoiu, Dumitru Tudor, Cristian M. Vladescu sowie viele andere. Die Anlagen konnten jedoch, bedingt durch die Zerstörungen, nur teilweise untersucht werden.

## Archäologische Befunde und Funde

### Auxiliarlager Bumbești-Jiu
Das Auxiliarkastell entstand in der frühen Zeit der römischen Okkupation, vermutlich zwischen den Jahren 101 und 103. Es wurde zuerst als Holz-Erde-Lager, bestehend aus einem mit Palisaden versehenen und mit Rasensoden abgedeckten Holz-Erde-Wall (murus caespiticius), errichtet. Ausweislich einer Bauinschrift wurde es dann im Jahr 201 in Stein ausgeführt. Wie die meisten römischen Anlagen in Dakien dürfte es spätestens in aurelianischer Zeit (270–275) aufgegeben worden sein.

#### Struktur
Das Kastell besaß einen rechteckigen Grundriss mit abgerundeten Ecken im sogenannten Spielkartenformat. Seine ursprünglichen Abmessungen dürften 87 m mal 167 m betragen haben, was einer Fläche von 1,45 ha entsprochen hätte. Bedingt durch die Abschwemmungen des Geländes sind jedoch nur noch 166,8 m der Ostseite sowie 76,6 m der Südseite erhalten. Etwas mehr als die Hälfte des Lagerareals fiel den Fluten des Jiu zum Opfer. Umgeben war das Steinkastell von einer in der Technik des Opus incertum errichteten, rund 1,40 m mächtigen Mauer, die an ihrer Innenseite in Abständen von 5,60 m bis 6,50 m mit Strebepfeilern stabilisiert war. An ihren Ecken war die Mauer mit Türmen versehen, die einen trapezförmigen Grundriss besaßen (3,3 m auf 3,9 m auf 3,9 m auf 5,0 m). Die beiden (von ursprünglich wahrscheinlich vier) noch erhaltenen Tore waren mit nach innen gezogenen Tortürmen mit rechteckigem Grundriss versehen. Das in südliche Richtung weisende Tor wurde von den Ausgräbern als Porta praetoria (Haupttor) angesprochen, so dass das Tor auf der Längsseite die Porta principalis sinistra (linkes Seitentor) wäre. Vor der Mauer verlief als Annäherungshindernis ein zwei Meter tiefer und zwischen neun und 15 Meter breiter Graben. Im Kastellinneren konnten zwar einige Gebäude ausgemacht, jedoch nicht näher bestimmt werden, da ihre Strukturen nicht den üblichen Schemata entsprachen.

#### Truppen
Nach Angaben der vor Ort tätigen Archäologen, die sich dabei in erster Linie auf die gefundenen Ziegelstempel stützten, war die Cohors IIII Cypria, die in Dakien seit den Jahren 109/110 nachgewiesen ist, vermutlich die Stammeinheit des Lagers. Daneben konnten Vexillationes der Legio V Macedonica, der Legio IIII Flavia Felix und der Legio VII Claudia nachgewiesen werde. Als Bautrupp zur Neuerrichtung des Kastells in Steinbauweise im Jahr 201 fungierte die (oder eine Vexillation der) Cohors I Aurelia Brittonum milliaria.

### Vicus
Rund um das Kastell erstreckte sich der ausgedehnte Vicus von rund 20 Hektar Größe. Ein Vicus ist bei nahezu jeder römischen Garnison anzutreffen. Er ist die zivile Siedlung des Kastells, in dem die Angehörigen der Soldaten, Veteranen, Handwerker, Händler, Prostituierte, Gastwirte und andere Dienstleister wohnten. Am südlichen Rand des Vicus von Bumbești-Jiu konnten die Kastellthermen identifiziert werden, das öffentliche Badegebäude, zu dem die Soldaten kostenlosen Zutritt hatten, das aber auch von der Zivilbevölkerung gegen geringes Entgelt aufgesucht werden konnte und somit ein soziales Zentrum darstellte. In den Jahren 1991 bis 1993 wurde innerhalb des Vicus ein Handwerkerviertel ergraben, in dem offenbar Eisen und Glas verarbeitet worden waren. Auch ein Töpferofen konnte dort freigelegt werden.

### Fundmaterial
Unter den zahlreichen Funden ragen einige besonders hervor. Dazu zählen zwei Hortfunde. Ein erster Hort wurde bereits 1972 im Vicusbereich, rund 40 m nordöstlich des Eckturms, zufällig entdeckt. Dieser Fund umfasste 185 Münzen und mehrere Silberschmuckstücke: fünf Broschen, zwei Armbänder sowie die Fragmente einer geflochtenen Kette und einer Gürtelschnalle. Die Münzreihe endete mit Prägungen aus der Zeit des Philippus Arabs (244–249). Der zweite Münzschatz wurde 2002 bei systematischen Ausgrabungen entdeckt und von Vasile Marinoiu dokumentiert. Er beinhaltet insgesamt 92 Münzen, davon 87 Denare und fünf antoninische Aurei. Die Münzreihe startet mit einer Prägung des Clodius Albinus (Gegenkaiser 195–197), erreicht ihr Maximum (44,56 % des Schatzes) mit Prägungen des Severus Alexander (222–235) und endet mit einer Münze des Gordian III. (238–244).

## Fundverbleib, Denkmalschutz und dessen Kritik

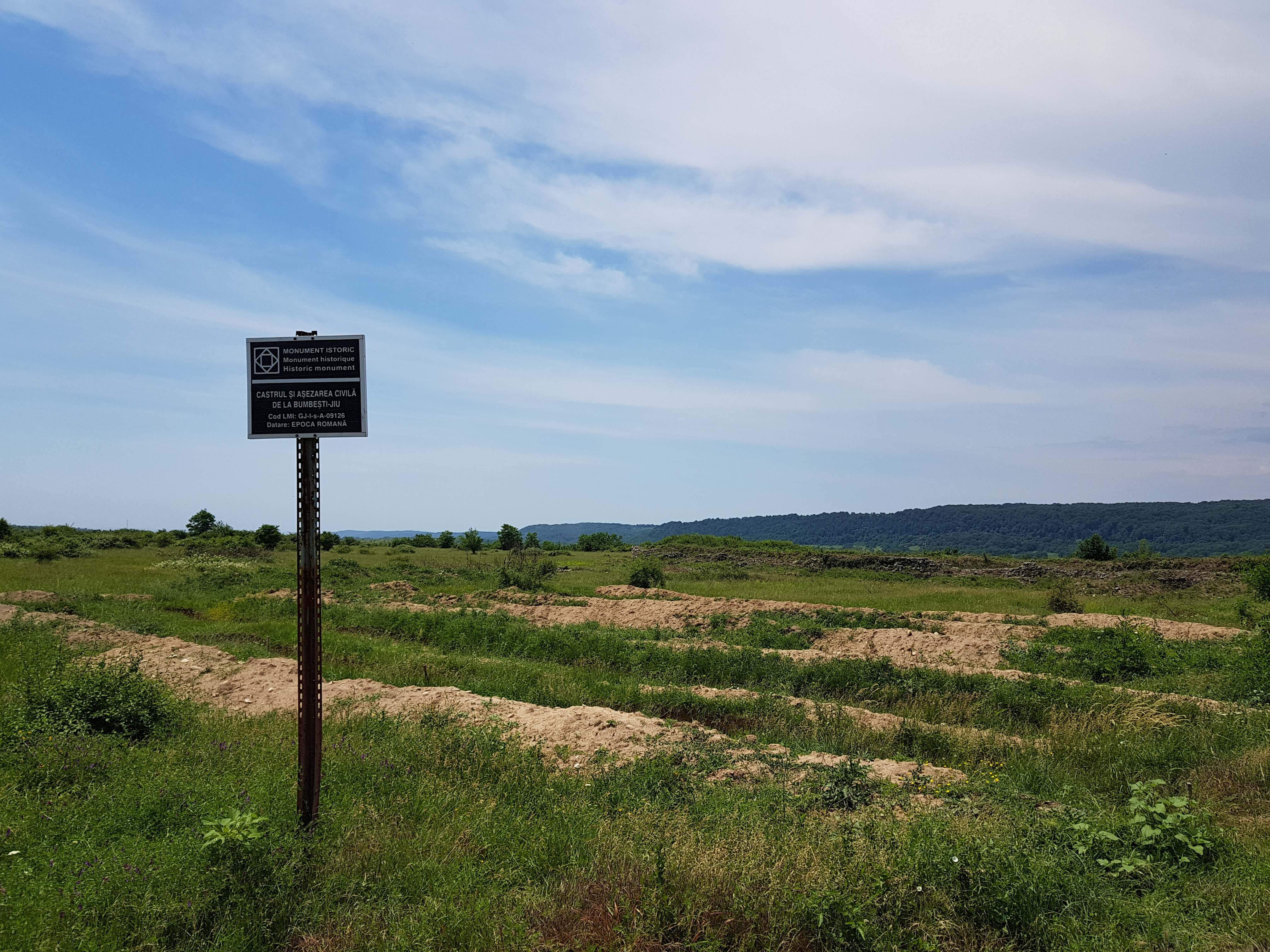
Kritisierter Zustand (2018) des archäologischen Areals

Die Funde aus den hier besprochenen Anlagen befinden sich heute im Institutul de Arheologie in Bukarest sowie im Muzeul Județean Gorj (Kreismuseum Gorj) in Târgu Jiu.
Der noch erhaltene Teil des Kastellareals ist im Gelände zu sehen, viele Strukturen sind noch nachvollziehbar, auch wenn der Zustand der Bodendenkmale auf dem Gebiet der Stadt Bumbești-Jiu insgesamt sehr fragwürdig ist und in Rumänien selbst zumindest zeitweise kommunalpolitisch sehr umstritten war. In einigen Online-Medien wurde der bedauernswerte und den touristisch-ökonomischen Perspektiven des Ortes schadende Zustand der Bodendenkmäler sowie die Untätigkeit der zuständigen Behörden heftig beklagt.
Die archäologischen Stätten sind nach dem 2001 verabschiedeten Gesetz Nr. 422/2001 als historische Denkmale unter Schutz gestellt. Das Gelände ist mit dem LMI-Code GJ-I-s-A-09126 in der nationalen Liste der historischen Monumente (Lista Monumentelor Istorice) eingetragen, für das Steinkastell ist der Code GJ-I-m-A-09126.02, für den Vicusbereich der Code GJ-I-m-A-09126.02 festgelegt. Die entsprechenden RAN-Codes lauten 79317.01 (Gelände), 79317.01.01 (Steinkastell) und 79317.01.02 (Vicus). Zuständig ist das Ministerium für Kultur und nationales Erbe (Ministerul Culturii şi Patrimoniului Naţional), insbesondere das Generaldirektorat für nationales Kulturerbe, die Abteilung für bildende Kunst sowie die Nationale Kommission für historische Denkmäler sowie weitere, dem Ministerium untergeordnete Institutionen. Ungenehmigte Ausgrabungen sowie die Ausfuhr von antiken Gegenständen sind in Rumänien verboten.